# Castelo Meggernie
O Castelo Meggernie (em inglês:  Meggernie Castle) é um castelo localizado em Fortingall, Perth and Kinross, Escócia.

## História
É datado provavelmente do século XVI, com algumas partes mais antigas, tendo sido acresecentado uma grande mansão.
Encontra-se classificado na categoria "B" do "listed building" desde 5 de outubro de 1971.

## Estrutura
Possui quatro pisos e um sótão.